# Le Centre Georges Pompidou
Cet article concerne le documentaire. Pour le musée, voir Centre national d'art et de culture Georges-Pompidou.
Pour plus de détails, voir Fiche technique et Distribution.
Le Centre Georges Pompidou (Beaubourg) est un film documentaire français de Roberto Rossellini sorti en 1977.
Il s'agit de la toute dernière œuvre du cinéaste avant sa mort.

## Synopsis
Réalisé à partir d'un montage de voix et d'images filmées clandestinement à l'intérieur du Centre national d'art et de culture Georges-Pompidou dans le quartier Saint-Merri à Paris 4e, ce film est une réflexion originale sur le sens de l'art contemporain et sa relation avec le public.

## Fiche technique
- Titre original français : Le Centre Georges Pompidou ou Beaubourg, centre d'art et de culture[3],[4],[5]
- Titre italien : Beaubourg
- Réalisation : Roberto Rossellini
- Assistance à la réalisation : Christian Ledieu, Pascal Judelewicz
- Scénario : Renzo Rossellini, Roberto Rossellini
- Photographie : Nestor Almendros
- Montage : Colette Le Tallec, Dominique Faysse
- Sociétés de production : Création 9 Information, Film Jacques Grandclaude
- Pays de production :  France
- Langue originale : français
- Format : Couleurs
- Genre : Film documentaire
- Durée : 56 minutes
- Date de sortie :
  - Canada : 21 août 1977 (Festival des films du monde de Montréal)

## Distribution
- Ingrid Bergman : elle-même